# Елинор Остром
Елинор Остром (енгл. Elinor Ostrom; Лос Анђелес, 7. август 1933 — Блумингтон, 12. јун 2012) била је америчка економисткиња, добитница Нобелове награде за економију 2009. за „анализу економског управљања, нарочито заједничких добара.“ Остромова је прва жена у историји која је освојила ово признање.